# 郭鹏举
郭鹏举（1934年10月—），男，陕西西安人，中国药学家，曾任青海省药品检验所所长，青海省药学会理事长，中国药学会理事。